# Katarzyna Chmielewska
Katarzyna Beata Chmielewska – polska historyk, dr hab. nauk humanistycznych, profesor uczelni i zastępca dyrektora Instytutu Historii Wydziału Humanistycznego Uniwersytetu Humanistycznego-Przyrodniczego im. Jana Długosza w Częstochowie.

## Życiorys
23 listopada 2000 obroniła pracę doktorską Rola wątków i motywów antycznych w Kronice Polskiej Mistrza Wincentego zwanego Kadłubkiem, 10 maja 2017 habilitowała się na podstawie oceny dorobku naukowego i pracy zatytułowanej Klasztor i jego problemy w średniowiecznych śląskich i kłodzkich kronikach kanoników regularnych. Została zatrudniona na stanowisku adiunkta w Instytucie Historii na Wydziale Filologicznym i Historycznym Uniwersytetu Humanistyczno-Przyrodniczego im. Jana Długosza w Częstochowie.
Objęła funkcję profesora uczelni, oraz zastępcy dyrektora Instytutu Historii Wydziału Humanistycznego Uniwersytetu Humanistycznego-Przyrodniczego im. Jana Długosza w Częstochowie.